# Polylektisk
Polylektisk menar inom entomologin att en viss insektsart – begreppet används främst om bin – är generalist i sitt födoval, och söker pollen och nektar från ett flertal olika växter.
Honungsbiet, Apis mellifera, är den mest utpräglat polylektiska arten. 
Motsatsen är oligolektisk, och innebär en ofta mycket hård specialisering till endast en växt eller en familj växter.